# Trichina pallipes
Trichina pallipes är en tvåvingeart som först beskrevs av Zetterstedt 1838.  Trichina pallipes ingår i släktet Trichina och familjen puckeldansflugor. Arten är reproducerande i Sverige. Inga underarter finns listade i Catalogue of Life.